# Legge di Abrams
La legge di Abrams è una legge fondamentale nella tecnologia del calcestruzzo.
Tale legge, formulata da D.A. Abrams nel 1918, evidenziò che la resistenza meccanica del calcestruzzo ad una determinata stagionatura e ad una determinata temperatura aumenta al diminuire del rapporto acqua/cemento secondo l'equazione sperimentale:
{\displaystyle R={\frac {a_{1}}{a_{2}^{\frac {a}{c}}}}}
dove:
- R è la resistenza media a compressione
- a1 e a2 sono costanti che dipendono dal tipo di cemento (es. cemento portland al calcare di classe 42.5), dal tempo di stagionatura (es. 28 gg) , dalla temperatura (es. 20 °C) in cui questa avviene e dalla forma del provino (es. provino cubico).

Abrams pertanto, già un secolo fa, stabilì che il dosaggio del cemento (c) da solo non determina la qualità del calcestruzzo, in termini di resistenza meccanica (R), bensì il rapporto di questo con l'acqua di impasto (a/c); per cui per incrementare la resistenza meccanica del calcestruzzo si deve di aumentare il dosaggio di cemento, ma questo deve avvenire a parità di acqua di impasto. 
Abrams è noto anche per aver inventato il cono, che porta il suo nome, con cui si determina la classe di consistenza di un calcestruzzo fresco, identificata da un codice (da S1 a S5), corrispondente ad un intervallo di lavorabilità espressa attraverso la misura dello slump (o abbassamento al cono).